# Ester Aparecida dos Santos
Ester Aparecida dos Santos (* 9. Dezember 1982 in Guarulhos) ist eine ehemalige brasilianische Fußballspielerin. Sie spielte rechtsfüßig auf der Position einer defensiven Mittelfeldspielerin.

## Karriere

### Verein
Ester begann ihre fußballerische Laufbahn beim CA Juventus in São Paulo. 2002 wechselte sie zum FC Santos. Bis einschließlich 2006 trat sie für den Klub an. 2007 trat Ester für CEPE-Caxias und kehrte im Jahr drauf wieder zu Santos zurück. Im WPS International Draft im September 2008 wurde Ester vom Sky Blue FC gewählt. Sie nahm ein entsprechendes Angebot aber nicht an, sondern blieb bis Saisonende 2011 bei Santos. In dieser Zeit konnte sie einige Erfolge verzeichnen, z. B. im Copa do Brasil und der Copa Libertadores Femenina.
Zum Jahresanfang 2012 ging die Spielerin nach Russland zum FK Rossijanka. Bevor Ester am Saisonende mit dem Klub die Meisterschaft in der russischen Fußballmeisterschaft gewann, nahm sie im März des Jahres an zwei Spielen im Viertelfinale der UEFA Women’s Champions League 2011/12 gegen den 1. FFC Turbine Potsdam teil. In beiden Treffen stand sie in der Startelf, verlor aber diese mit 0:2 und 0.3. Danach wechselte sie zur Saison 2012/13 in die FA Women’s Super League zum Chelsea FC Women. Sie wurde dadurch die erste brasilianische Spielerin in der englischen Super League. Bereits im ein Jahr später verließ sie den Klub Richtung Deutschland. Chelsea hatte ein lukratives Angebot des BV Cloppenburg angenommen. Der Klub hatte die 2. Frauen-Bundesliga 2012/13 gewonnen und damit die Teilnahme an der Fußball-Bundesliga 2013/14. Cloppenburg belegte am Saisonende den elften Platz und musste direkt wieder absteigen. Von den 22 möglichen Spielen in der Meisterschaft bestritt sie 16, davon 14 in der Anfangsformation (keine Tore). Hinzu kamen drei Partien im DFB-Pokal 2013/14. Daraufhin ging Ester in ihre Heimat zurück.
Erst zur Saison 2015 trat sie wieder in Erscheinung. Ester trat in drei Spielen der Campeonato Brasileiro de Futebol Feminino 2015 für die AE Kindermann an. Auch beim FC São Paulo soll sie in dem Jahr unter Vertrag gestanden haben. 2016 ging sie zum CR Vasco da Gama, welcher seine Frauenabteilung wieder aufbauen wollte. Nach dem Ausscheiden Vascos in der Gruppenphase der Campeonato Brasileiro de Futebol Feminino 2016 verließ sie den Klub, um noch für die SE União (RN) in zwei Spielen der Copa do Brasil de Futebol Feminino 2016 anzutreten. Beide Spiele hatte der Klub zwar gewonnen und sich für die zweite Runde qualifiziert, wurde aber vom Wettbewerb ausgeschlossen, nachdem festgestellt wurde, dass der Klub im ersten Spiel eine Spielerin irregulär eingesetzt hatte.
In die Saison startete Ester mit dem Foz Cataratas FC in der Brasileiro 2017 und anschließend für CRESSPOM in der Série A2 2017. Auch 2018 spielte sie in dieser Zweiteilung zunächst bei Esportiva 3B in der Série A2 2018 und anschließend beim São José EC in der Série A1 2018. Nach dem Ausscheiden des Klubs in der Gruppenphase beendete Ester ihre aktive Laufbahn.

### Nationalmannschaft
Gemäß des Media Guide des brasilianischen Olympischen Komitees zu den olympischen Sommerspielen 2012, war Ester Teil des Kaders 2003 bei den panamerikanischen Spielen.
Ihr erstes Länderspiel bestritt sie bei der Fußball-Südamerikameisterschaft der Frauen 2006. Im Gruppenspiel gegen die Auswahl Paraguays am 11. November 2006 wurde sie für Elaine eingewechselt. Sie bestritt fünf von sieben möglichen Einsätzen und belegte mit der Mannschaft den zweiten Platz hinter Argentinien. Im Juli 2007 gewann Ester mit der Auswahl die panamerikanischen Spiele und trat im September bei der Fußball-Weltmeisterschaft der Frauen 2007 an. Sie stand hier in allen sechs Spielen in der Startelf. Erst im Finale musste man sich Deutschland mit 2:0 geschlagen geben. Eine kleine Revanche gab es 2008, als sie mit ihrem Team Deutschland im Halbfinale des Olympiaturniers schlagen konnte. Das Finale gewannen die Amerikanerinnen mit 0:1 in der Verlängerung.
2010 gewann Ester die Fußball-Südamerikameisterschaft der Frauen 2010. Die Fußball-Weltmeisterschaft der Frauen 2011 verlief enttäuschend, nachdem man sich den USA im Viertelfinale mit 3:5 im Elfmeterschießen geschlagen geben musste. Beim Vier-Nationen-Turnier in Brasilien 2011 gelang Ester ihr einziges Länderspieltor. In der Partie gegen Italien am 8. Dezember 2011 traf sie zum zwischenzeitlichen 2:1 (Endstand-5:1).
Bei den olympischen Sommerspielen 2012 erreichte Ester mit der Mannschaft das Viertelfinale gegen Japan. Die 0:2-Niederlage wurde ihr letztes Spiel für die Auswahl Brasiliens.
Gemäß der Übersichtsseiten auf rsssfbrasil.com von 2006 bis 2013 soll Ester 13 Länderspiele bestritten haben. Diese teilten sich auf in:
- Copa América der Frauen: 11
- Freundschaftsspiele: 8, wobei ein Spiel gegen Haiti vom 24. Oktober 2010, nicht von jedem als offizielles gewertet, wird, weil die Brasilianerinnen keine Rückennummern trugen und die das Spiel in der 70. Minute wegen Nebels abgebrochen wurde.[10]
- Matchworld Women's Cup: 2
- Olympische Sommerspiele: 8
- Olympische Qualifikation: 1
- Panamerikanische Spiele: 2
- Peace Queen Cup: 3
- Vier-Nationen-Turnier: 12
- Weltmeisterschaft: 10
- Women's Kirin Challenge Cup: 2
- Inoffizielle Spiele: 3

## Erfolge
Nationalmannschaft
- Panamerikanische Spiele Gold : 2003, 2007
- Olympischen Spielen Silber : 2008
- Vier-Nationen-Turnier in Brasilien: 2009, 2011
- Copa América der Frauen: 2010

Santos
- Copa Mercosul Femenina: 2006
- Copa do Brasil: 2008, 2009
- Liga Paulista de Futebol Feminino: 2009
- Copa Libertadores Femenina: 2009, 2010
- Staatsmeisterschaft von São Paulo: 2010, 2011
- Torneio Internacional Interclubes de Futebol Feminino: 2011

CEPE-Caxias
- Staatsmeisterschaft von Rio de Janeiro: 2007

Rossijanka
- Russische Fußballmeisterschaft: 2011/12

## Trivia
Nach ihrer sportlichen Laufbahn ließ sich Ester in Arapongas nieder und übernahm hier eine Niederlassung der Anlageberatung HS Consórcio.